# Virgin EMI Records
Virgin EMI Records — британский лейбл звукозаписи, который действует как подразделение Universal Music Group.

## История
Virgin EMI Records была основана в марте 2013 года в результате слияния Mercury Records UK и Virgin Records.
16 июня 2020 года Universal переименовала Virgin EMI Records в EMI Records и назначила Ребекку Аллен (бывший президент лейбла Decca UMG) президентом лейбла и продолжит управлять Virgin Records как подразделение EMI Records .

## Артисты
Среди известных артистов: Arcade Fire, Джастин Бибер, Джейк Багг, Пикси Лотт, Chase & Status, Deadmau5, Игги Азалия, Элтон Джон, Рианна, Эмели Санде, Тейлор Свифт, Пол Маккартни, U2, Bon Jovi, The Vamps, Cage the Elephant, Вилли Нельсон, Massive Attack, Alice in Chains, Red Hot Chili Peppers и Канье Уэст.